# Artistenblut
Artistenblut ist ein deutscher Spielfilm aus dem Jahre 1949, mit Hans Richter in einer Doppelrolle. Es ist die erste Regiearbeit des Filmeditors Wolfgang Wehrum.

## Handlung
Der erfolgreiche Antonio, der sich einen Namen als Clown gemacht hat, möchte gern die junge Fabrikantentochter Hannelore Steffens heiraten, doch ihr Vater ist mit ihrer Gattenwahl nicht unbedingt einverstanden. Der Schwiegervater in spe will erst dann sein „Okay“ zur Eheschließung mit seiner Tochter geben, wenn Antonio seinen ursprünglichen Beruf aufgibt und stattdessen anfängt, in seiner Fabrik zu arbeiten. Schweren Herzens willigt Antonio dieser Bedingung zu, doch muss er schon bald wortbrüchig werden. 
Denn bei einem Besuch in der Stadt begegnet er dem braven Gemischtwarenhändler Anton Lammbein, der ihm zum Verwechseln ähnlich sieht. Anton, in seiner Existenz als Kaufmann zutiefst unzufrieden, ließ sich von Antonios früherem Manager Ricardo Pisetti, der glaubte, Antonio vor sich zu haben, erneut für Clown-Auftritte verpflichten. Diese Verwechslungen von Antonio mit seinem Doppelgänger führen nun zu allerlei Konfusionen, an deren Ende die Erkenntnis steht, dass jeder der beiden doch in seinem angestammten Beruf am besten aufgehoben ist und sich am wohlsten fühlt. 

## Produktionsnotizen
Artistenblut entstand im Frühling 1949 in Hamburger Ateliers sowie mit Außenaufnahmen in Garmisch-Partenkirchen. Die Uraufführung erfolgte am 26. August 1949 in Hamburg und Göttingen, die Berliner Premiere war am 23. Dezember desselben Jahres.
Friedrich Kurth übernahm die Produktionsleitung. Carl Ludwig Kirmse und Kurt Herlth schufen die Filmbauten, Sophia Sauter die Kostüme. Co-Drehbuchautor Peter Hamel assistierte auch Regisseur Wehrum.
Walter Giller gab hier mit einer winzigen Rolle sein Filmdebüt.

## Kritik
Im Lexikon des Internationalen Films heißt es: „Umständliches Verwechslungslustspiel in nachkriegsbedingt spärlicher Dekoration, das trotz des Aufgebots populärer Komiker nicht sehr komisch wirkt.“